# آرخس
آرخس (به اسپانیایی: Argés) یک شهرستان در اسپانیا است که در استان تولدو واقع شده‌است.

## خصوصیات
آرخس ۲۸ کیلومترمربع مساحت و ۴٬۳۰۹ نفر جمعیت دارد و ۶۷۶ متر بالاتر از سطح دریا واقع شده‌است.